# Paulo Figueiredo
 Paulo Figueiredo,  de son vrai nom  Paulo José Lopes de Figueiredo, né le 28 novembre 1972 à Malange (Angola), est un footballeur angolais et portugais. Il joue au poste de milieu de terrain.
Il reste à ce jour un excellent milieu de terrain capable de débloquer la situation sur une frappe lointaine.

## Carrière

### En équipe nationale
Il reçoit sa première cape en 2003 à l'occasion d'un match contre l'équipe d'Algérie. Ce match marque son retour en Angola après trente ans d'exil au Portugal. 
Il participe à la coupe du monde 2006 avec l'équipe d'Angola. Malgré l'élimination de l'Angola au 1er tour du mondial 2006, il réussit un mondial assez correct où l'Angola ne subit qu'une seule défaite face à son "autre pays", le Portugal (1-0).